# Armeria di Maçka
L'Armeria di Maçka (in turco Maçka Silahhanesi) è un edificio militare nel quartiere di Maçka di Istanbul, costruito dall'architetto armeno-ottomano Sarkis Balyan per ordine del sultano Abdülaziz tra il 1873 e il 1875. Adesso è l'edificio principale dell'Università tecnica di Istanbul.

## Storia
Durante l'ultimo periodo dell'Impero Ottomano, nell'ambito delle riforme militari furono compiuti grandi sforzi per modernizzare gli armamenti e le attrezzature. L'Armeria di Maçka, costruita per lo stoccaggio di grandi quantità di fucili Martini-Henry importati dagli Stati Uniti per l'uso in fanteria (tra 600.000.000 e 1.000.000 secondo alcune fonti) su ordine dello stesso Sultano Abdülaziz, fu assegnata all'Università tecnica di Istanbul (İTÜ) nel 1955. L'edificio principale del Campus di Maçka, che comprende la Facoltà di Economia e Commercio, il Conservatorio di Stato e la Scuola di Lingue Straniere, è utilizzato come Scuola di Lingue Straniere.
Alla fine del periodo ottomano, l'edificio a tre piani dell'armeria era stato messo al servizio del Comando della Gendarmeria. Dopo la Repubblica, venne utilizzato come scuola di trasporto, artiglieria, ingegneria e gendarmeria. Nel 1956 fu assegnato al Ministero dell'Educazione Nazionale e, dopo essere stata per qualche tempo una scuola tecnica, è stato ceduto all'Università Tecnica. È utilizzato dalla Scuola di Lingue Straniere dell'ITU e gli studenti della classe preparatoria seguono le lezioni in questo edificio.